# 흑인 오르페
《흑인 오르페》(브라질 포르투갈어: Orfeu Negro)는 1959년 브라질에서 제작된 마르셀 카뮈의 영화이다. 브라질의 시인 비니시우스 지 모라이스가 극본을 쓴 연극 《Orfeu da Conceição》을 영화한 것으로, 그리스 신화의 오르페우스와 에우리디체의 비극을 현대 브라질 히우 지 자네이루 삼바축제를 배경으로 한 옮겨놓은 것이다. 영화는 브라질, 프랑스, 이탈리아의 합작으로 만들어졌다.
안토니우 카를루스 조빙이 참여한 사운드트랙으로 특히 유명해졌으며, 〈카니발의 아침〉(루이스 봉파), 〈아 펠리시다지〉는 보사노바의 클래식이 되었다. 1959년 칸 영화제에서 황금종려상을 수상했으며, 1960년 아카데미 영화제와 골든 글로브 최우수 외국어 영화상을 수상했다. 1961년 BAFTA상 최우수외국어 영화상도 수상했다. 1999년에는 카를루스 지에기스(Carlos Diegues) 감독에 의해 《오르페우》란 제목으로 리메이크됐다.
오르페 전설을 그리스로부터 브라질의 흑인세계로 옮겨서 현대화했다. 가톨릭이 니그로화된 이교적 요소와 이방적 무드에 가득찬 카니발이 배경이고, 소박한 멜로드라마가 원시적인 색채와 이국정서로 양식화되어서 삼바 조의 리듬으로 화려하고도 강렬하게 채색된다. 흑인의 매력을 집약한 영화이다. 음악은 토속적·민족적인 것과 모던 재즈적인 것이 장렬히 융합되어서 육감적으로 힘차게 호소한다. 색채도 진하고 연한 리듬을 갖고 있어서 그 자극에 흥분케 되며, 또한 스스로 도취경에 빠져 든다.

## 줄거리
시골처녀 에우리지스(돈)는 무서운 모습의 사나이를 피해서 리오의 거리로 나와 시내전차 운전수 오르페우(멜루)와 서로 사랑한다. 몰로의 언덕에서 수수께끼의 사나이에게 붙들린 에우리지스를 가까스로 빼앗은 오르페우는 몰래 숨겨 둔다. 이튿날은 카니발. 오르페는 그녀와 떨어지지 않으려고 하지만 약혼자 밀라가 질투해서 에우리지스를 쫓아버린다. 춤추는 군중 속으로 숨는 그녀는 사신(死神)의 가장(假裝)을 한 수수께끼의 사나이에게 쫓겨 오르페우를 찾으며 차고로 숨어들어가나 고압선에 닿아서 죽는다. 오르페우는 애인의 시체를 껴안은 채 몰로의 언덕으로 돌아가지만, 밀라가 던진 돌을 이마에 얻어맞고 에우리지스를 껴안은 채 벼랑에서 떨어진다.

## 출연

### 주연
- 브레누 멜루 - 오르페우
- 마르페사 돈 - 에우리지씨

### 조연
- 파우스또 구에르쪼니 - 파우스뚜
- 로(우)르지스 지 올리베이라 - 미라
- 레아 가르시아 - 세라피나

## 기타
- 원작자: 비니시우스 지 모라이스
- 미술: 삐에르 귀프르와
- 영화사: 사샤 고르딘

## 한국판 성우진(MBC)
- 박기량 - 오르페우(브레누 멜루)
- 박영희 - 에우리지씨(마르페사 돈)
- 이선호 - 베네디뚜(조르지 두스 싼뚜스)
- 정미연 - 제까(아우리누 까시아누)
- 황일청 - 에르미스(알레샨드루 꼰스딴치누)
- 황윤걸 - 쉬꾸(바우데마르 지 쏘우자)
- 김수희 - 세라피나(레아 가르시아)
- 이미자 - 미라(로(우)르지스 지 올리베이라)
- 이영달 - 상인(모데스뚜 지 쏘우자)
- 한영숙 - 여성(제니 뻬레이라)
- 이명숙 - 상인(마리아 엘리씨)
- 전임복 - 여성(아나 아멜리아)
- 이성 - 관리인(안겐어 디 올리베이라)
- 이종오 - 파우스뚜(파우스또 구에르쪼니)
- 최상기 - 의사(아퐁수 마링유)
- 이우신 - 스토커(아데마르 페헤이라 다 시우바)

## 같이 보기
- 오르페우스